# Compromiso, Renovación y Orden

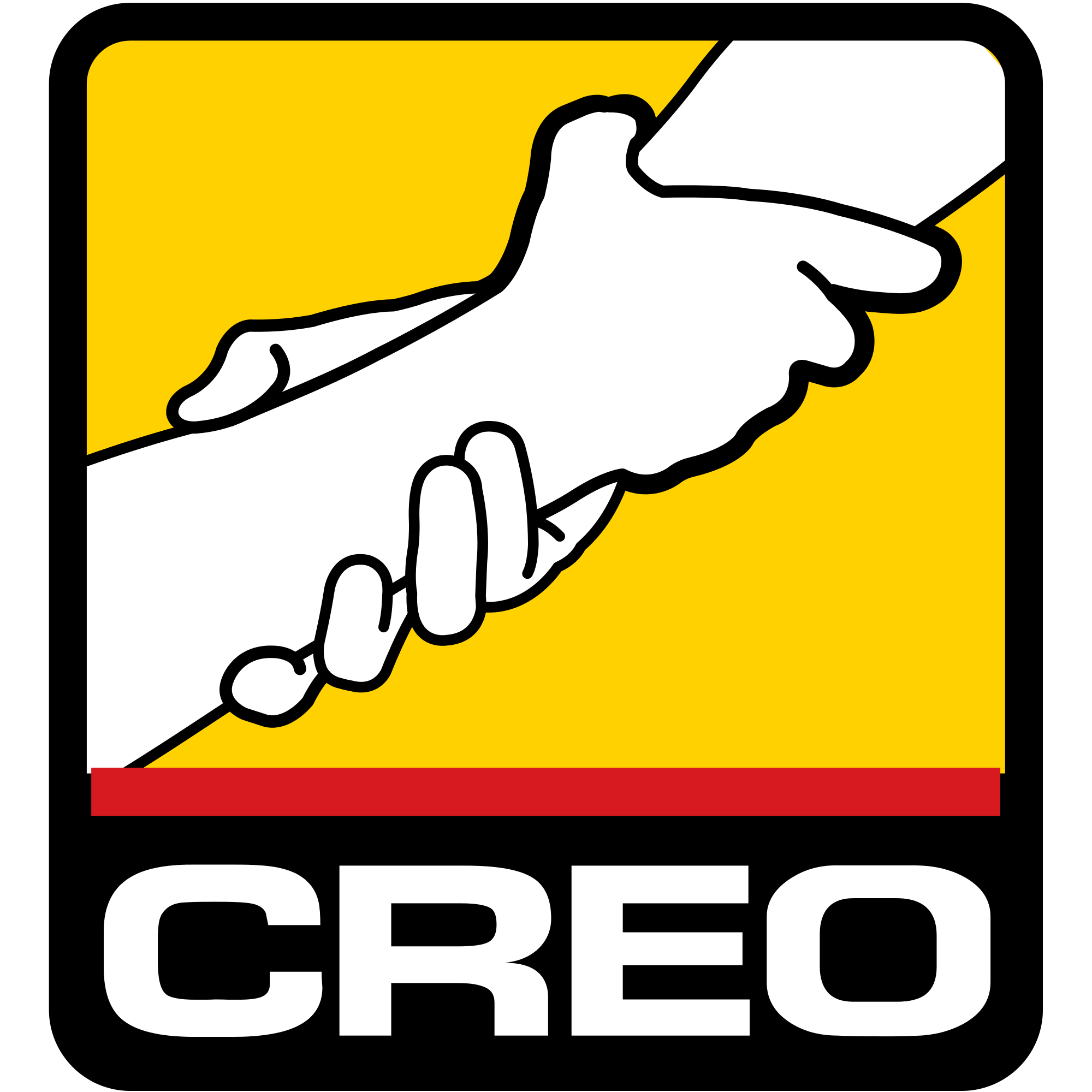
Logo 2011

Compromiso, Renovación y Orden (CREO) es un partido político guatemalteco de derecha. Fue constituido en el año 2010 y formalmente inscrito en 2011.
El partido es liderado por el economista y empresario Rodolfo Neutze Aguirre, empresario y miembro fundador del partido.

## Historia
La organización de CREO surge como iniciativa de varios profesionales y empresarios, la mayoría sin experiencia política previa, con el afán de presentar una alternativa diferente a la población guatemalteca. Los trámites de inscripción del partido iniciaron en 2009, para concretarse un año después. Sus principales figuras eran disidentes de la Gran Alianza Nacional (GANA).

### Elecciones de 2011
En la Asamblea Nacional de CREO, celebrada en mayo de 2011, el partido proclamó como candidato presidencial al doctor en física-matemática José Eduardo Suger Cofiño, quien participa por tercera y última vez en una contienda electoral. La abogada y catedrática de la Universidad Galileo, la Lic. Laura Reyes fue escogida como vicepresidenciable de Suger, por su cercanía al candidato y como estrategia para atraer el voto de los sectores de la población indígena, femenina y discapacitada.
Siendo su primera participación, CREO tuvo un desempeño favorable en las elecciones generales de 2011, obteniendo 7,59% de los votos en la carrera por la lista de diputados nacionales traducidos en catorce escaños en el Congreso de la República. En las elecciones municipales obtuvo 12 alcaldías de 333. En las elecciones presidenciales Suger obtuvo el 16,62% del voto popular, quedando en tercer lugar.
De conformidad con los requisitos estipulados por la ley, el partido realizó su asamblea general bianual el 17 de marzo de 2013. El fundador del partido y excandidato a la alcaldía de la Ciudad de Guatemala, Roberto González Díaz-Durán alcanzó la dirigencia del partido como secretario general. Las bases del partido proclamaron a González como precandidato presidencial con mira hacia las elecciones generales de 2015, dejando a un lado sus aspiraciones a ser alcalde de la capital guatemalteca.

## Ideología
CREO se define como una organización sin ideologías, con el único propósito de impulsar el desarrollo de Guatemala. Sin embargo, por sus posturas, los analistas políticos lo clasifican como un partido de centro-derecha en el espectro político. Plantean un conservadurismo social, a la vez impulsando una economía regida por el libre mercado.
Se ha perfilado como una organización pro-empresarial, con fuerte arraigo en las clases medias y altas urbanas.

## Resultados electorales

### Presidenciales
| Año electoral | Candidato                      | 1.ª vuelta     | 1.ª vuelta     | 1.ª vuelta  | 2.ª vuelta     | 2.ª vuelta |
| Año electoral | Candidato                      | Total de votos | Total de votos | Porcentaje  | Total de votos | Porcentaje |
| ------------- | ------------------------------ | -------------- | -------------- | ----------- | -------------- | ---------- |
| 2011          | Eduardo Suger Cofiño           | 735.728        | 735.728        | 16,62% (3°) |                |            |
| 2015          | Roberto González Díaz-Durán    | 168.715        | 168.715        | 3.45% (8°)  |                |            |
| 2019          | Julio Héctor Estrada Domínguez | 165.085        | 165.085        | 3.75% (9°)  |                |            |
| 2023          | Francisco Arredondo Mendoza    | 43.786         | 43.786         | 1.04% (15°) |                |            |

### Legislativos
Estos son los resultados que obtuvo en las participaciones que tuvo a partir de 2011:
| Año electoral | Distritales    | Distritales | Distritales | Distritales | Listado Nacional | Listado Nacional | Listado Nacional | Listado Nacional | Total  |
| Año electoral | Total de votos | Porcentaje  | Escaños     | +/-         | Total de votos   | Porcentaje       | Escaños          | +/-              | Total  |
| ------------- | -------------- | ----------- | ----------- | ----------- | ---------------- | ---------------- | ---------------- | ---------------- | ------ |
| 2011          | 398.440        | 9,13%       | 9/127       | 9           | 381.699          | 8,76%            | 3/31             | 3                | 12/158 |
| 2015          | 305.579        | 6,51%       | 3/127       | 7           | 261.040          | 5,63%            | 2/31             | 1                | 5/158  |
| 2019          |                |             | 5/128       | 2           | 177.687          | 4,40%            | 1/32             | 1                | 6/160  |

### Municipales
| Comicios | Votos   | Porcentaje | Alcaldes                | Alcaldes en coalición     |
| -------- | ------- | ---------- | ----------------------- | ------------------------- |
| 2011     | 408.098 | 8,77%      | 11/333                  | No participó en coalición |
| 2015     | 558.602 | 11,46%     | No participó individual | 13/338                    |
| 2019     |         |            | 13/340                  | No participó en coalición |
| 2023     |         | 1.5%       | 3/340                   |                           |

### Parlamento Centroamericano
| Año electoral | Nacional       | Nacional   | Nacional | Nacional |
| Año electoral | Total de votos | Porcentaje | Escaños  | +/-      |
| ------------- | -------------- | ---------- | -------- | -------- |
| 2011          | 377.890        | 9,03 %     | 2/20     | 2        |
| 2015          | 264.571        | 5,98%      | 1/20     | 1        |
| 2019          | 166.078        | 4,98%      | 1/20     | =        |